# Taeniorhachis
Taeniorhachis là một chi thực vật có hoa trong họ Hòa thảo (Poaceae).

## Loài
Chi Taeniorhachis gồm các loài: